# Comptoir du tabac des Gaves et de l'Adour
Cet article court présente un sujet plus développé dans : Fabrique de cigares de Navarrenx.
Le Comptoir du tabac des Gaves et de l’Adour est une entreprise française active de 2002 à 2009. Elle commercialise des cigares sous la marque Navarre produits dans la fabrique de cigares de Navarrenx.